# Rehetobel
Rehetobel est une commune suisse du canton d'Appenzell Rhodes-Extérieures.

## Géographie

Vue aérienne de 200 m par Walter Mittelholzer (1923)

Selon l'Office fédéral de la statistique, Rehetobel mesure 6,72 km2. 

## Démographie
Rehetobel compte 1 773 habitants au 31 décembre 2023 pour une densité de population de 264 hab/km2. Sur la période 2010-2019, sa population a augmenté de 3,1 % (canton : 4,6 % ; Suisse : 9,4 %).  